# Miss France 2016
Miss France 2016 est la 86e élection de Miss France. Elle a eu lieu le 19 décembre 2015 au Zénith de Lille. 
C'est la seconde fois que cette élection se tient à Lille et la troisième fois dans la région Nord-Pas-de-Calais, après 1996 et 2008. La cérémonie est diffusée en direct sur TF1 et est présentée par Jean-Pierre Foucault (pour la 21e année consécutive), Sylvie Tellier (pour la 8e année consécutive) et Thierry Baumann au rappel des consignes de votes (pour la 5ème année consécutive).
Au terme de cette soirée, c'est Iris Mittenaere, Miss Nord-Pas-de-Calais 2015 qui est élue Miss France 2016, succédant à Camille Cerf, Miss Nord-Pas-de-Calais 2014 et Miss France 2015. Elle est la deuxième Miss Nord-Pas-de-Calais à être élue Miss France et pour la troisième fois, deux Miss de la même région se succèdent (3 Miss Paris avaient déjà été élues successivement Miss France entre 1948 et 1950 et deux Miss Aquitaine, Peggy Zlotkowski et Gaëlle Voiry, avaient été élues successivement Miss France en 1989 et 1990). 
Iris Mittenaere devient Miss Univers 2016 le 30 janvier 2017 ; elle est ainsi la première Miss France et la seconde Française de l'histoire à remporter le titre de Miss Univers, 63 ans après Christiane Martel en 1953.

## Classement final
| Résultat Final   | Candidate | Concours internationaux    |
| ---------------- | --- | -------------------------- |
| Miss France 2016 | - Nord-Pas-de-Calais — Iris Mittenaere | - Élue Miss Univers 2016   |
| 1re dauphine     | - Martinique — Morgane Edvige | - Top 20 à Miss Monde 2016 |
| 2e dauphine      | - Tahiti — Vaimiti Teiefitu |                            |
| 3e dauphine      | - Provence — Julia Courtès |                            |
| 4e dauphine      | - Réunion — Azuima Issa |                            |
| Top 12           | - Aquitaine — Gennifer Demey (5e dauphine) - Centre-Val de Loire — Margaux Bourdin (6e dauphine) - Alsace — Laura Muller - Languedoc — Lena Stachurski - Bretagne — Léa Bizeul - Rhône-Alpes — Nora Bengrine - Côte d'Azur — Léanna Ferrero |                            |

### Ordre d'annonce des finalistes
| 1. Martinique, annoncée par Jean-Pierre Foucault 2. Provence, annoncée par Camille Cerf 3. Tahiti, annoncée par Sylvie Tellier 4. Côte d'Azur, annoncée par Jean-Pierre Foucault 5. Nord-Pas-de-Calais, annoncée par Camille Cerf 6. Réunion, annoncée par Sylvie Tellier 7. Bretagne, annoncée par Jean-Pierre Foucault 8. Aquitaine, annoncée par Camille Cerf 9. Alsace, annoncée par Sylvie Tellier 10. Languedoc, annoncée par Jean-Pierre Foucault 11. Centre-Val de Loire, annoncée par Camille Cerf 12. Rhône-Alpes, annoncée par Sylvie Tellier | 1. Nord-Pas-de-Calais, annoncée par Jean-Pierre Foucault 2. Martinique, annoncée par Sylvie Tellier 3. Provence, annoncée par Camille Cerf 4. Réunion, annoncée par Jean-Pierre Foucault 5. Tahiti, annoncée par Sylvie Tellier |

## Préparation
Les 31 Miss régionales élues sont parties à Tahiti le 22 novembre 2015, pour un voyage de préparation d'une semaine.

## Candidates
| Région                          | Nom              | Âge                    | Taille | Résidence                                 | Élue le                                | Classement final                             |
| ------------------------------- | ---------------- | ---------------------- | ------ | ----------------------------------------- | -------------------------------------- | -------------------------------------------- |
| Miss Alsace                     | Laura Muller     | 19 ans                 | 1,71 m | Sélestat                                  | 6 septembre 2015 à Richwiller          | Demi-finaliste                               |
| Miss Aquitaine                  | Gennifer Demey   | 22 ans                 | 1,71 m | Lormont                                   | 10 octobre 2015 à Saint-Jean-d'Illac   | 5e dauphine                                  |
| Miss Auvergne                   | Pauline Bazoge   | 18 ans                 | 1,71 m | La Chapelaude                             | 26 juin 2015 à Vichy                   |                                              |
| Miss Bourgogne                  | Jade Vélon       | 21 ans                 | 1,75 m | Mâcon                                     | 20 septembre 2015 à Autun              | Prix de la photogénie                        |
| Miss Bretagne                   | Léa Bizeul       | 19 ans                 | 1,75 m | Saint-Malo                                | 3 octobre 2015 à Saint-Pol-de-Léon     | Demi-finaliste                               |
| Miss Centre-Val-de-Loire        | Margaux Bourdin  | 18 ans                 | 1,75 m | Châteauneuf-en-Thymerais                  | 19 septembre 2015 à Déols              | 6e dauphine Prix du costume régional         |
| Miss Champagne-Ardenne          | Océane Pagenot   | 20 ans                 | 1,71 m | Reims[réf. souhaitée]                     | 25 septembre 2015 à Tinqueux           | Prix de l'élégance                           |
| Miss Corse                      | Jessica Garcia   | 21 ans                 | 1,70 m | Furiani[réf. souhaitée]                   | 11 septembre 2015 à Porticcio          |                                              |
| Miss Côte d'Azur                | Léanna Ferrero   | 20 ans                 | 1,72 m | Cannes[réf. souhaitée]                    | 2 août 2015 à Mougins                  | Demi-finaliste                               |
| Miss Franche-Comté              | Alizée Vannier   | 19 ans                 | 1,72 m | Pelousey[réf. souhaitée]                  | 16 octobre 2015 à Belfort              |                                              |
| Miss Guadeloupe et Îles du Nord | Johanna Delphin  | 20 ans                 | 1,77 m | Baie-Mahault[réf. souhaitée]              | 29 août 2015 à Saint-Martin            |                                              |
| Miss Guyane                     | Estelle Merlin   | 21 ans                 | 1,83 m | Cayenne[réf. souhaitée]                   | 10 octobre 2015 à Cayenne              |                                              |
| Miss Île-de-France              | Fanny Harcaut    | 19 ans[réf. souhaitée] | 1,76 m | Créteil[réf. souhaitée]                   | 23 juin 2015 à Paris                   | Prix du maillot de bain                      |
| Miss Languedoc                  | Lena Stachurski  | 20 ans                 | 1,74 m | Roquemaure                                | 1er août 2015 à Carnon                 | Demi-finaliste                               |
| Miss Limousin                   | Emma Bourroux    | 20 ans[réf. souhaitée] | 1,80 m | Saint-Germain-les-Vergnes[réf. souhaitée] | 18 septembre 2015 à Brive-la-Gaillarde |                                              |
| Miss Lorraine                   | Jessica Molle    | 19 ans                 | 1,70 m | Corny-sur-Moselle                         | 5 septembre 2015 à Vittel              |                                              |
| Miss Martinique                 | Morgane Edvige   | 19 ans                 | 1,78 m | Le François[réf. souhaitée]               | 25 septembre 2015 à Fort-de-France     | 1re dauphine                                 |
| Miss Mayotte                    | Ramatou Radjabo  | 18 ans                 | 1,70 m | Chirongui                                 | 29 août 2015 à Pamandzi                | Prix de la sympathie                         |
| Miss Midi-Pyrénées              | Emily Segouffin  | 23 ans                 | 1,73 m | Chélan                                    | 9 octobre 2015 à Castéra-Verduzan      |                                              |
| Miss Nord-Pas-de-Calais         | Iris Mittenaere  | 22 ans                 | 1,72 m | Steenvoorde                               | 26 septembre 2015 à Orchies            | Miss France 2016 Prix de la culture générale |
| Miss Normandie                  | Daphné Bruman    | 24 ans[réf. souhaitée] | 1,78 m | Caen                                      | 13 octobre 2015 à Mortagne-au-Perche   |                                              |
| Miss Nouvelle-Calédonie         | Gyna Moereo      | 18 ans[réf. souhaitée] | 1,76 m | Nouméa (St Louis)                         | 22 août 2015 à Païta                   |                                              |
| Miss Pays de Loire              | Angelina Laurent | 20 ans                 | 1,73 m | Ruaudin                                   | 2 octobre 2015 à Châteaubriant         |                                              |
| Miss Picardie                   | Émilie Delaplace | 19 ans[réf. souhaitée] | 1,73 m | Creil[réf. souhaitée]                     | 27 septembre 2015 à Beauvais           |                                              |
| Miss Poitou-Charentes           | Manon Rougier    | 19 ans                 | 1,79 m | Roullet-Saint-Estèphe                     | 11 octobre 2015 à Cognac               |                                              |
| Miss Provence                   | Julia Courtès    | 18 ans                 | 1,72 m | Carry-le-Rouet                            | 31 juillet 2015 à Istres               | 3e dauphine                                  |
| Miss Réunion                    | Azuima Issa      | 19 ans                 | 1,80 m | Saint-Denis                               | 18 juillet 2015 à Saint-Denis          | 4e dauphine                                  |
| Miss Rhône-Alpes                | Nora Bengrine    | 20 ans                 | 1,72 m | Saint-Martin-d'Hères[réf. souhaitée]      | 18 octobre 2015 à Oyonnax              | Demi-finaliste                               |
| Miss Roussillon                 | Anaïs Marin      | 21 ans                 | 1,78 m | Alénya                                    | 28 juillet 2015 au Barcarès            |                                              |
| Miss Saint-Pierre-et-Miquelon   | Julie Briand     | 19 ans[réf. souhaitée] | 1,75 m | Saint-Pierre[réf. souhaitée]              | 10 juillet 2015 à Saint-Pierre         |                                              |
| Miss Tahiti                     | Vaimiti Teiefitu | 18 ans                 | 1,77 m | Mahina[réf. souhaitée]                    | 19 juin 2015 à Papeete                 | 2e dauphine                                  |

## Déroulement de la cérémonie
- Si vous ne connaissez pas le sujet, laissez ce bandeau (vous pouvez alors contacter les auteurs).
- Si vous supprimez le contenu mis en cause (vous pouvez préalablement contacter les auteurs),

argumentez précisément cette suppression dans la page de discussion
(un manque de référence n'est pas un argument ; une recherche réelle de référence doit avoir été effectuée, être formellement documentée).

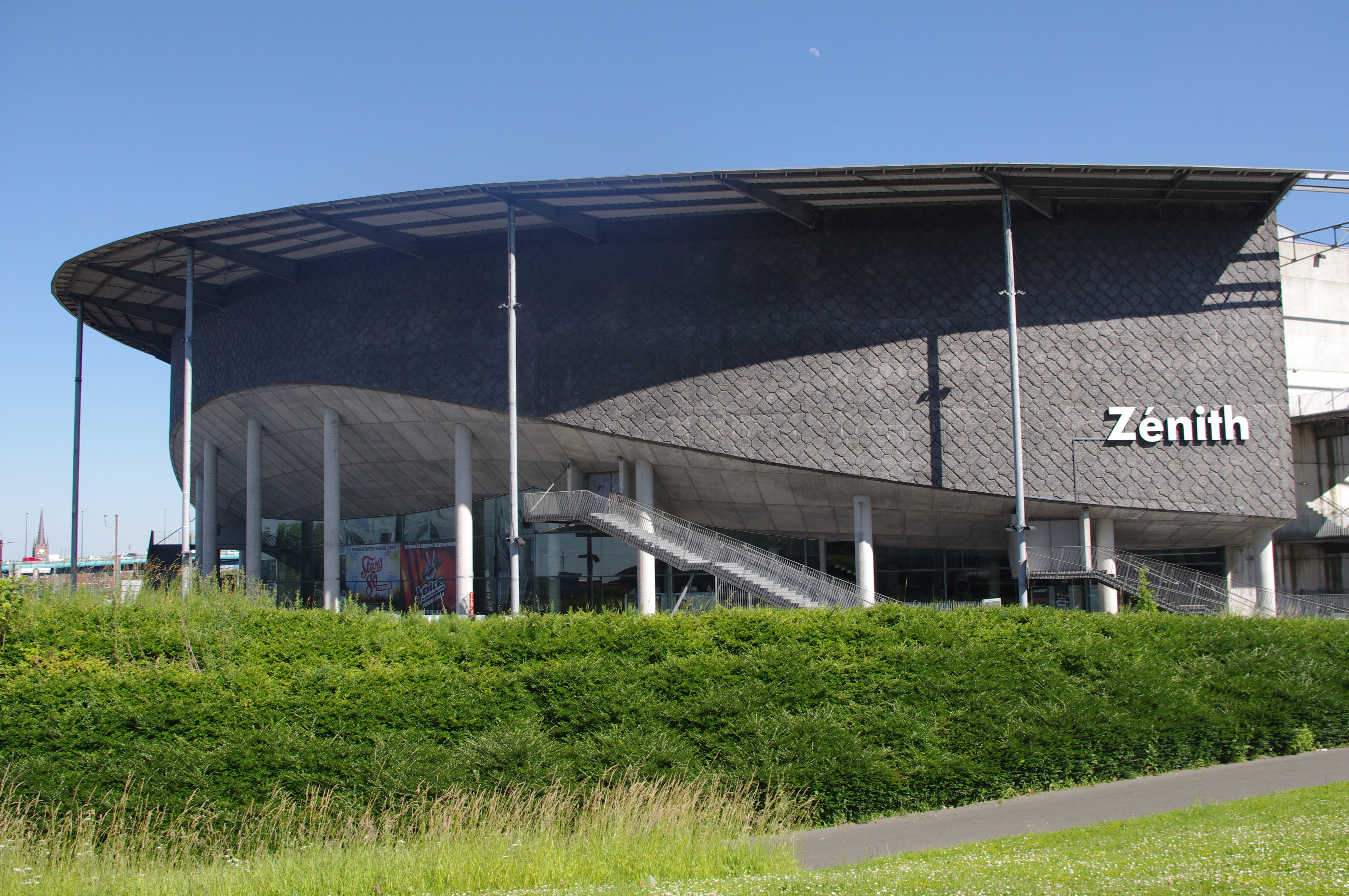
Le Zénith de Lille, salle de l'élection.

Le thème de l'élection cette année est le rêve. Les 10 anciennes gagnantes de l'élection de Miss France dévoilent ainsi leurs rêves. Les 10 tableaux de la cérémonie seront donc sur le thème des rêves de chacune des 10 Miss France :
- Miss Nord-Pas-de-Calais, miss Guadeloupe, miss Limousin, miss Alsace, miss Normandie, miss Provence, miss Tahiti, miss Picardie, miss Rhône-Alpes, miss Guyane, miss Bourgogne se présentent et incarnes lors d'un tableau sur le thème de la piraterie, le rêve de Laury Thilleman, Miss France 2011.
- Miss Centre-Val-de-Loire, Miss Saint-Pierre-et-Miquelon, miss nouvelle Calédonie, miss Midi-Pyrénées, miss Languedoc, miss réunion, miss Franche-Comté, miss Roussillon, miss Poitou-Charentes, miss pays de Loire se présentent à incarnent à leur tour un tableau sur le thème des animaux, rêve de Delphine Wespiser, Miss France 2012.
- Pour finir Miss Bretagne, Miss Auvergne, Miss Champagne-Ardenne, Miss Mayotte, miss îles de France, Miss Martinique, miss corse, miss aquitaine, miss Lorraine et miss côte d'azur se présentent et défilent selon le rêve de Alexandra Rosenfeld, Miss France 2006, le sport.
- Les 31 miss défilent ensuite avec des costumes folkloriques revisités par des créateurs de leurs régions selon le thème des jouets, rêve de Flora Coquerel, Miss France 2014, puis, en maillots de bain sur les super-héros (Wonder Woman, Spider Man et Super Man), rêve de Miss France 2013, Marine Lorphelin.
- Les 12 demi-finalistes sont ensuite annoncées par Camille Cerf, Miss France 2015, Sylvie Tellier et Jean-Pierre Foucault.
- Les 12 demi-finalistes défilent sur le thème des divas, rêve de Chloé Mortaud, Miss France 2009. Elles défilent ensuite en bikini sur le thème de Noël, rêve de Rachel Legrain-Trapani (Miss France 2007).
- Les 5 finalistes sont ensuite annoncées.
- C'est ensuite sur le thème de la gourmandise (rêve de Valérie Bègue, élue en 2008). Enfin, le dernier tableau est inspiré du monde du mannequinat, monde dont rêvait Malika Ménard, Miss France 2010.
- À la fin de la cérémonie, le président du jury Jean-Paul Gaultier annonce le nom de la gagnante.

### Jury
Le jury complet a été dévoilé le 11 décembre 2015, il est composé de :
| Membre             | Membre                         | Notes                                                                |
| ------------------ | ------------------------------ | -------------------------------------------------------------------- |
| Jean-Paul Gaultier | Jean-Paul Gaultier (président) | Couturier                                                            |
| Anggun             | Anggun                         | Chanteuse                                                            |
| Patrick Fiori      | Patrick Fiori                  | Chanteur et coach de The Voice Kids                                  |
| Kendji Girac       | Kendji Girac                   | Chanteur et gagnant de la 3e saison de The Voice, la plus belle voix |
| Frédéric Michalak  | Frédéric Michalak              | Rugbyman                                                             |
| Laëtitia Milot     | Laëtitia Milot                 | Actrice et finaliste de la 4e saison de Danse avec les stars         |
| Chloé Mortaud      | Chloé Mortaud                  | Miss France 2009 et candidate de 1re saison de Ice Show              |

## Classement

### Premier tour
Un jury composé de partenaires (internes et externes) de la société Miss France pré-sélectionne 12 jeunes femmes, lors d'un entretien qui s'est déroulé le 17 décembre. Ce dernier prend en compte : l'éloquence de la Miss, son physique et son résultat au test de culture générale.
| N° attribué | Candidate                |
| ----------- | ------------------------ |
| 1           | Miss Martinique          |
| 2           | Miss Provence            |
| 3           | Miss Tahiti              |
| 4           | Miss Côte d'Azur         |
| 5           | Miss Nord-Pas-de-Calais  |
| 6           | Miss Réunion             |
| 7           | Miss Bretagne            |
| 8           | Miss Aquitaine           |
| 9           | Miss Alsace              |
| 10          | Miss Languedoc           |
| 11          | Miss Centre-Val de Loire |
| 12          | Miss Rhône-Alpes         |

### Deuxième tour
Le jury à 50 % et le public à 50 % choisissent les cinq candidates qui peuvent encore être élues.
Un classement de 1 à 12 est établi pour chacune des deux parties. Une première place vaut 12 points, une seconde 11 points, et la dernière 1 point, même si deux miss arrivent à égalité. L’addition des deux classements est alors faite. Les cinq premières restent en course. En cas d’égalité, c’est le classement du jury qui prévaut (cette règle a permis à Miss Centre-Val de Loire de décrocher l'écharpe de 6e dauphine au détriment de Miss Alsace).
| Miss                     | Public | Jury | Total |
| ------------------------ | ------ | ---- | ----- |
| Miss Nord-Pas-de-Calais  | 12     | 11   | 23    |
| Miss Martinique          | 11     | 11   | 22    |
| Miss Provence            | 9      | 12   | 21    |
| Miss Réunion             | 10     | 11   | 21    |
| Miss Tahiti              | 8      | 7    | 15    |
| Miss Aquitaine           | 6      | 7    | 13    |
| Miss Centre-Val-de-Loire | 4      | 8    | 12    |
| Miss Alsace              | 7      | 5    | 12    |
| Miss Languedoc           | 3      | 4    | 7     |
| Miss Bretagne            | 5      | 2    | 7     |
| Miss Rhône-Alpes         | 2      | 4    | 6     |
| Miss Côte d'Azur         | 1      | 2    | 3     |

### Troisième tour
Le public est seul à voter lors de cette troisième et dernière phase. La candidate qui a le plus de voix est élue Miss France 2016. Les pourcentages n'ont pas été communiqués donc les résultats présentés ci-dessous sont approximatifs.
| Candidates              | Résultats |
| ----------------------- | --------- |
| Miss Nord-Pas-de-Calais | 26 %      |
| Miss Martinique         | 20 %      |
| Miss Tahiti             | 19 %      |
| Miss Provence           | 17 %      |
| Miss Réunion            | 16 %      |

### Prix attribués
| Prix                        | Candidates                                          |
| --------------------------- | --------------------------------------------------- |
| Prix de la Culture générale | Miss Nord-Pas-de-Calais – Iris Mittenaere (17,5/20) |
| Prix de l'Élégance          | Miss Champagne-Ardenne – Océane Pagenot             |
| Prix du Maillot de Bain     | Miss Île-de-France – Fanny Harcaut                  |
| Prix du Costume Régional    | Miss Centre-Val-de-Loire – Margaux Bourdin          |
| Prix de la Sympathie        | Miss Mayotte – Ramatou Radjabo                      |
| Prix de la Photogénie       | Miss Bourgogne – Jade Vélon                         |

## Observations